# Hermin Joseph
Hermin Joseph (sinh ngày 13 tháng 4 năm 1964) là một vận động viên chạy nước rút của Dominica đã nghỉ hưu.
Thành tựu quốc tế lớn nhất của bà là vị trí thứ sáu tại Đại hội Thể thao Khối thịnh vượng chung năm 1994 tại Victoria, British Columbia, Canada. Tại Giải vô địch thế giới, bà đã lọt vào tứ kết của cuộc thi 200 mét vào năm 1993  và của cuộc thi 100 mét vào năm 1995.
Bà cũng đã tham dự Thế vận hội Mùa hè 1996, đây là lần đầu tiên tham gia Olympic của đất nước Caribe.